# Großer Preis von Frankreich 1971
Der Große Preis von Frankreich 1971 (offiziell 1971 French Grand Prix) fand am 4. Juli auf dem Circuit Paul Ricard in Le Castellet statt und war das fünfte Rennen der Automobil-Weltmeisterschaft 1971.

## Berichte

### Hintergrund
Zum ersten Mal fand der Große Preis von Frankreich auf dem im Vorjahr eröffneten Circuit Paul Ricard statt, der mit seinen für damalige Verhältnisse modernen Auslaufzonen neue Maßstäbe in Sachen Sicherheit setzte.
Emerson Fittipaldi kehrte nach vollständiger Genesung von den Folgen eines privaten Autounfalls ins Lotus-Werksteam zurück, wo man bei diesem Rennen auf den Einsatz des Turbinenwagens Lotus 56 verzichtete, da die Beschädigungen vom Großen Preis der Niederlande zwei Wochen zuvor noch nicht repariert worden waren.
Bei March waren mit Andrea de Adamich und Ronnie Peterson erstmals zwei Werksfahrer in einem mit Alfa-Romeo-Motor ausgestatteten Wagen am Start.
Die beiden französischen Gaststarter Max Jean und François Mazet fuhren an diesem Wochenende in zwei nicht werksunterstützten March ihren jeweils ersten und einzigen Grand Prix.
Mario Andretti fehlte aufgrund seiner Teilnahme an einem USAC-Rennen auf dem Pocono Raceway.

### Training
Die erste Startreihe setzte sich, wie bereits mehrfach in dieser Saison, aus Jackie Stewart und den beiden Ferrari von Jacky Ickx und Clay Regazzoni zusammen, die das Training dominiert hatten. Für die zweite Reihe qualifizierten sich Graham Hill und Pedro Rodríguez. Die beiden Lotus von Fittipaldi und Reine Wisell erreichten mit den Rängen 15 und 17 bereits zum wiederholten Mal nur hintere Startplätze.

### Rennen

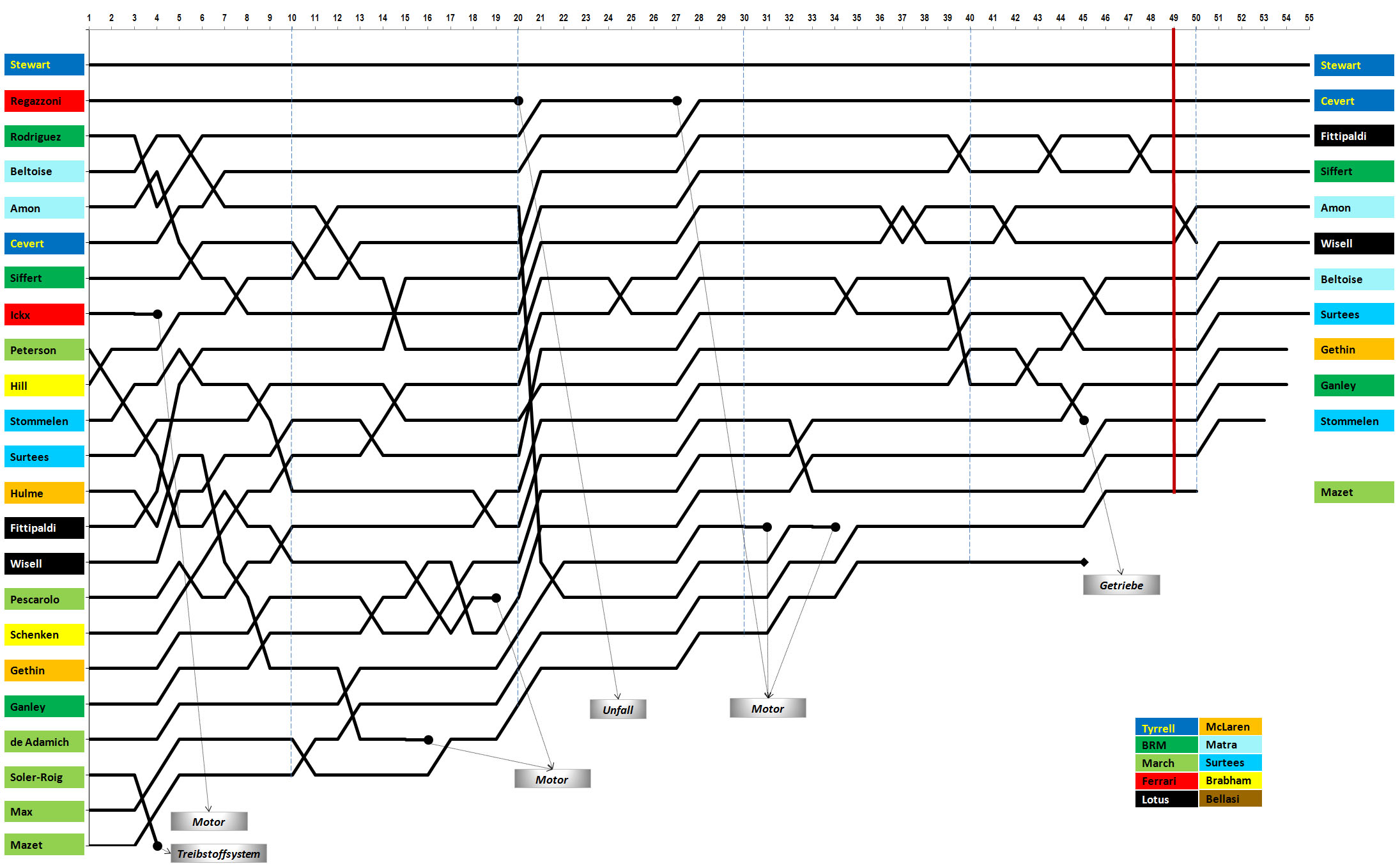
Rennverlauf

Stewart ging sofort in Führung, gefolgt von Regazzoni. Da Ickx bereits von Beginn des Rennens an mit Motorproblemen zu kämpfen hatte, die nach nur vier Runden zum Ausfall führten, konnte er nicht in das Duell um Rang drei zwischen Rodríguez und Jean-Pierre Beltoise eingreifen.
In Runde 20 explodierte der Alfa Romeo-Motor von Peterson. Regazzoni drehte sich daraufhin auf dessen verlorenem Öl und schied aus. Ähnlich erging es kurz darauf Hill. Er schaffte es jedoch, seinen Wagen zur Reparatur an die Box zu fahren. Der zweite Platz ging somit zunächst kampflos an Rodríguez, der jedoch kurze Zeit später mit defekter Zündung ausschied. Da Cevert anschließend auf dem zweiten Rang lag, ergab sich schließlich ein Tyrrell-Doppelsieg. Den dritten Platz belegte der in eigentlich aussichtsloser Position gestartete Fittipaldi nach einer beeindruckenden Aufholjagd.

## Meldeliste
| Team                       | Nr. | Fahrer               | Chassis       | Motor                    | Reifen |
| -------------------------- | --- | -------------------- | ------------- | ------------------------ | ------ |
| Gold Leaf Team Lotus       | 01  | Emerson Fittipaldi   | Lotus 72D     | Ford Cosworth DFV 3.0 V8 | F      |
| Gold Leaf Team Lotus       | 02  | Reine Wisell         | Lotus 72D     | Ford Cosworth DFV 3.0 V8 | F      |
| Scuderia Ferrari SpA SEFAC | 04  | Jacky Ickx           | Ferrari 312B2 | Ferrari 001/1 3.0 F12    | F      |
| Scuderia Ferrari SpA SEFAC | 05  | Clay Regazzoni       | Ferrari 312B2 | Ferrari 001/1 3.0 F12    | F      |
| Motor Racing Developments  | 07  | Graham Hill          | Brabham BT34  | Ford Cosworth DFV 3.0 V8 | G      |
| Motor Racing Developments  | 08  | Tim Schenken         | Brabham BT33  | Ford Cosworth DFV 3.0 V8 | G      |
| Bruce McLaren Motor Racing | 09  | Denis Hulme          | McLaren M19A  | Ford Cosworth DFV 3.0 V8 | G      |
| Bruce McLaren Motor Racing | 10  | Peter Gethin         | McLaren M19A  | Ford Cosworth DFV 3.0 V8 | G      |
| Elf Team Tyrrell           | 11  | Jackie Stewart       | Tyrrell 003   | Ford Cosworth DFV 3.0 V8 | G      |
| Elf Team Tyrrell           | 11T | Jackie Stewart       | Tyrrell 001   | Ford Cosworth DFV 3.0 V8 | G      |
| Elf Team Tyrrell           | 12  | François Cevert      | Tyrrell 002   | Ford Cosworth DFV 3.0 V8 | G      |
| Yardley Team B.R.M.        | 14  | Joseph Siffert       | BRM P160      | BRM P142 3.0 V12         | F      |
| Yardley Team B.R.M.        | 15  | Pedro Rodríguez      | BRM P160      | BRM P142 3.0 V12         | F      |
| Yardley Team B.R.M.        | 16  | Howden Ganley        | BRM P153      | BRM P142 3.0 V12         | F      |
| STP March Racing Team      | 17  | Ronnie Peterson      | March 711     | Alfa Romeo T33 3.0 V8    | F      |
| STP March Racing Team      | 19  | Andrea de Adamich    | March 711     | Alfa Romeo T33 3.0 V8    | F      |
| STP March Racing Team      | 18  | Àlex Soler-Roig      | March 711     | Ford Cosworth DFV 3.0 V8 | F      |
| STP March Racing Team      | 33  | Nanni Galli          | March 711     | Ford Cosworth DFV 3.0 V8 | F      |
| Equipe Matra Sports        | 20  | Chris Amon           | Matra MS120B  | Matra MS71 3.0 V12       | G      |
| Equipe Matra Sports        | 21  | Jean-Pierre Beltoise | Matra MS120B  | Matra MS71 3.0 V12       | G      |
| Rob Walker/Team Surtees    | 22  | John Surtees         | Surtees TS9   | Ford Cosworth DFV 3.0 V8 | F      |
| Auto Motor und Sport       | 24  | Rolf Stommelen       | Surtees TS9   | Ford Cosworth DFV 3.0 V8 | F      |
| Frank Williams Racing Cars | 27  | Henri Pescarolo      | March 711     | Ford Cosworth DFV 3.0 V8 | G      |
| Frank Williams Racing Cars | 28  | Max Jean             | March 711     | Ford Cosworth DFV 3.0 V8 | F      |
| Jo Siffert Automobiles     | 34  | François Mazet       | March 711     | Ford Cosworth DFV 3.0 V8 | F      |

Anmerkungen
1. ↑  Der mit einem "T" hinter der Startnummer versehene Tyrrell 001 stand Jackie Stewart als T-Car zur Verfügung, kam jedoch nicht zum Einsatz.

## Klassifikationen

### Startaufstellung
| Pos. | Fahrer               | Konstrukteur     | Zeit    | Ø-Geschwindigkeit | Start |
| ---- | -------------------- | ---------------- | ------- | ----------------- | ----- |
| 01   | Jackie Stewart       | Tyrrell-Ford     | 1:50,71 | 188,926 km/h      | 01    |
| 02   | Clay Regazzoni       | Ferrari          | 1:51,53 | 187,537 km/h      | 02    |
| 03   | Jacky Ickx           | Ferrari          | 1:51,88 | 186,950 km/h      | 03    |
| 04   | Graham Hill          | Brabham-Ford     | 1:52,32 | 186,218 km/h      | 04    |
| 05   | Pedro Rodríguez      | B.R.M.           | 1:52,46 | 185,986 km/h      | 05    |
| 06   | Joseph Siffert       | B.R.M.           | 1:52,50 | 185,920 km/h      | 06    |
| 07   | François Cevert      | Tyrrell-Ford     | 1:52,69 | 185,607 km/h      | 07    |
| 08   | Jean-Pierre Beltoise | Matra            | 1:52,92 | 185,228 km/h      | 08    |
| 09   | Chris Amon           | Matra            | 1:52,94 | 185,196 km/h      | 09    |
| 10   | Rolf Stommelen       | Surtees-Ford     | 1:53,10 | 184,934 km/h      | 10    |
| 11   | Denis Hulme          | McLaren-Ford     | 1:53,24 | 184,705 km/h      | 11    |
| 12   | Ronnie Peterson      | March-Alfa Romeo | 1:53,36 | 184,510 km/h      | 12    |
| 13   | John Surtees         | Surtees-Ford     | 1:53,57 | 184,168 km/h      | 13    |
| 14   | Tim Schenken         | Brabham-Ford     | 1:53,58 | 184,152 km/h      | 14    |
| 15   | Reine Wisell         | Lotus-Ford       | 1:53,75 | 183,877 km/h      | 15    |
| 16   | Howden Ganley        | B.R.M.           | 1:53,77 | 183,845 km/h      | 16    |
| 17   | Emerson Fittipaldi   | Lotus-Ford       | 1:54,22 | 183,120 km/h      | 17    |
| 18   | Henri Pescarolo      | March-Ford       | 1:54,27 | 183,040 km/h      | 18    |
| 19   | Peter Gethin         | McLaren-Ford     | 1:54,90 | 182,037 km/h      | 19    |
| 20   | Nanni Galli          | March-Ford       | 1:55,52 | –                 | –     |
| 21   | Andrea de Adamich    | March-Alfa Romeo | 1:56,17 | 180,046 km/h      | 20    |
| 22   | Àlex Soler-Roig      | March-Ford       | 1:57,07 | 178,662 km/h      | 21    |
| 23   | Max Jean             | March-Ford       | 1:59,79 | 174,606 km/h      | 22    |
| 24   | François Mazet       | March-Ford       | 2:00,51 | 173,562 km/h      | 23    |

### Rennen
| Pos. | Fahrer               | Konstrukteur     | Runden | Stopps | Zeit       | Start | Schnellste Runde |
| ---- | -------------------- | ---------------- | ------ | ------ | ---------- | ----- | ---------------- |
| 01   | Jackie Stewart       | Tyrrell-Ford     | 55     | 0      | 1:46:42,3  | 01    | 1:54,09 (02.)    |
| 02   | François Cevert      | Tyrrell-Ford     | 55     | 0      | + 28,12    | 07    | 1:56,07          |
| 03   | Emerson Fittipaldi   | Lotus-Ford       | 55     | 0      | + 34,07    | 17    | 1:55,48          |
| 04   | Joseph Siffert       | B.R.M.           | 55     | 0      | + 37,17    | 06    | 1:55,70          |
| 05   | Chris Amon           | Matra            | 55     | 0      | + 41,08    | 09    | 1:55,20          |
| 06   | Reine Wisell         | Lotus-Ford       | 55     | 0      | + 1:16,02  | 15    | 1:56,07          |
| 07   | Jean-Pierre Beltoise | Matra            | 55     | 0      | + 1:16,93  | 08    | 1:55,91          |
| 08   | John Surtees         | Surtees-Ford     | 55     | 0      | + 1:24,91  | 13    | 1:56,37          |
| 09   | Peter Gethin         | McLaren-Ford     | 54     | 0      | + 1 Runde  | 19    | 1:57,41          |
| 10   | Howden Ganley        | B.R.M.           | 54     | 0      | + 1 Runde  | 16    | 1:56,66          |
| 11   | Rolf Stommelen       | Surtees-Ford     | 53     | 0      | + 2 Runden | 10    | 1:56,60          |
| 12   | Tim Schenken         | Brabham-Ford     | 50     | 0      | DNF        | 14    | 1:55,75          |
| 13   | François Mazet       | March-Ford       | 50     | 0      | + 5 Runden | 23    | 2:05,40          |
| –    | Max Jean             | March-Ford       | 46     | 0      | NC         | 22    | 2:03,50          |
| –    | Henri Pescarolo      | March-Ford       | 45     | 0      | DNF        | 18    | 1:57,01          |
| –    | Graham Hill          | Brabham-Ford     | 34     | 1      | DNF        | 04    | 1:55,75          |
| –    | Andrea de Adamich    | March-Alfa Romeo | 31     | 0      | DNF        | 20    | 1:59,83          |
| –    | Pedro Rodríguez      | B.R.M.           | 27     | 0      | DNF        | 05    | 1:55,86          |
| –    | Clay Regazzoni       | Ferrari          | 20     | 0      | DNF        | 02    | 1:54,81          |
| –    | Ronnie Peterson      | March-Alfa Romeo | 19     | 0      | DNF        | 12    | 1:57,05          |
| –    | Denis Hulme          | McLaren-Ford     | 16     | 0      | DNF        | 11    | 1:57,20          |
| –    | Jacky Ickx           | Ferrari          | 4      | 0      | DNF        | 03    | 1:55,55          |
| –    | Àlex Soler-Roig      | March-Ford       | 4      | 0      | DNF        | 21    | 2:00,06          |
| DNS  | Nanni Galli          | March-Ford       | –      | –      | –          | –     | –                |

## WM-Stände nach dem Rennen
Die ersten sechs des Rennens bekamen 9, 6, 4, 3, 2, 1 Punkt(e). Die besten fünf Ergebnisse der ersten sechs Rennen und die besten vier der letzten fünf Rennen zählten zur Meisterschaft. In der Konstrukteurswertung zählten dabei nur die Punkte des bestplatzierten Fahrers eines Teams.

### Fahrerwertung
| Pos. | Fahrer               | Konstrukteur | Punkte |
| ---- | -------------------- | ------------ | ------ |
| 01   | Jackie Stewart       | Tyrrell-Ford | 33     |
| 02   | Jacky Ickx           | Ferrari      | 19     |
| 03   | Mario Andretti       | Ferrari      | 9      |
| 04   | Pedro Rodríguez      | B.R.M.       | 9      |
| 05   | Ronnie Peterson      | March-Ford   | 9      |
| 06   | Clay Regazzoni       | Ferrari      | 8      |
| 07   | Chris Amon           | Matra        | 8      |
| 08   | François Cevert      | Tyrrell-Ford | 6      |
| 09   | Emerson Fittipaldi   | Lotus-Ford   | 6      |
| 10   | Denis Hulme          | McLaren-Ford | 6      |
| 11   | Joseph Siffert       | B.R.M.       | 4      |
| 12   | Reine Wisell         | Lotus-Ford   | 4      |
| 13   | John Surtees         | Surtees-Ford | 2      |
| 14   | Jean-Pierre Beltoise | Matra        | 1      |
| 15   | Rolf Stommelen       | Surtees-Ford | 1      |
| 16   | Howden Ganley        | B.R.M.       | 0      |
| 17   | Brian Redman         | Surtees-Ford | 0      |

| Pos. | Fahrer            | Konstrukteur          | Punkte |
| ---- | ----------------- | --------------------- | ------ |
| 18   | Gijs van Lennep   | Surtees-Ford          | 0      |
| 19   | Graham Hill       | Brabham-Ford          | 0      |
| 20   | Peter Gethin      | McLaren-Ford          | 0      |
| 21   | Tim Schenken      | Brabham-Ford          | 0      |
| 22   | Henri Pescarolo   | March-Ford            | 0      |
| 23   | Andrea de Adamich | March-Alfa Romeo      | 0      |
| 24   | François Mazet    | March-Ford            | 0      |
| –    | Dave Charlton     | Brabham-Ford          | 0      |
| –    | John Love         | March-Ford            | 0      |
| –    | Jackie Pretorius  | Brabham-Ford          | 0      |
| –    | Joakim Bonnier    | McLaren-Ford          | 0      |
| –    | Àlex Soler-Roig   | March-Ford            | 0      |
| –    | Skip Barber       | March-Ford            | 0      |
| –    | Nanni Galli       | March-Alfa Romeo      | 0      |
| –    | Dave Walker       | Lotus-Pratt & Whitney | 0      |
| –    | Max Jean          | March-Ford            | 0      |

### Konstrukteurswertung
| Pos. | Konstrukteur | Punkte |
| ---- | ------------ | ------ |
| 01   | Tyrrell-Ford | 33     |
| 02   | Ferrari      | 28     |
| 03   | B.R.M.       | 12     |
| 04   | March-Ford   | 9      |
| 05   | Lotus-Ford   | 9      |

| Pos. | Konstrukteur     | Punkte |
| ---- | ---------------- | ------ |
| 06   | Matra            | 8      |
| 07   | McLaren-Ford     | 6      |
| 08   | Surtees-Ford     | 3      |
| 09   | Brabham-Ford     | 0      |
| 10   | March-Alfa Romeo | 0      |